# Eduard Scharrer
Eduard August Scharrer (* 25. April 1880 in Stuttgart; † 20. September 1932 in Bernried am Starnberger See) war ein deutscher Unternehmer und Förderer der NSDAP.

## Leben
Scharrer war ein Urenkel des Gründers der ersten deutschen Eisenbahnlinie, Johannes Scharrer. 1906 heiratete er Wilhelmina Busch, das dreizehnte Kind der Familie Anheuser-Busch. Mit der Mitgift seiner Frau gelang es ihm, in die höchsten Finanzkreise der bayerischen Landeshauptstadt aufzusteigen. Das Ehepaar Busch-Scharrer genoss großes gesellschaftliches Ansehen. Es war seit 1914 Besitzer des Guts Bernried am Starnberger See. 1914 kam Scharrer mit 25 Millionen Mark Vermögen und einem jährlichen Einkommen von zwei Millionen Mark auf Platz acht der reichsten Personen in Württemberg.
Scharrer war Teilhaber der Hopfenhandlung Eduard Scharrer & Co., Teilhaber der Zeitung Münchner Neueste Nachrichten, Besitzer der Zeitung „Das Bayerische Vaterland“ und zwischen 1921 und 1929 im bayerischen Landesausschuss der Deutschen Bank sowie Aufsichtsrat diverser süddeutscher Brauereien und Mitglied des Aufsichtsrats der Vera-Verlagsanstalt von Alfred Hugenberg.
Scharrer finanzierte die NSDAP. In einem Gespräch mit Scharrer Ende Dezember 1922 äußerte Adolf Hitler, dass er Russland als Siedlungsraum erobern wolle. In einer Aufzeichnung des Gesprächs heißt es:

„Es ist die Zertrümmerung Russlands mit Hilfe Englands zu versuchen. Russland gibt genügend Boden für deutsche Siedler und ein weites Betätigungsfeld für die deutsche Industrie“

Auch der Geschäftsführer der Zeitung Münchner Neueste Nachrichten, Anton Betz, charakterisierte Scharrer als Anhänger Hitlers.
Kurz nach der Silberhochzeit im Jahr 1931 trennte sich das Ehepaar. Seine Frau reichte die Scheidung ein, zu deren Vollzug es aber nicht mehr kam. Scharrer starb am 20. September 1932 an einem Krebsleiden. Seine Witwe heiratete danach noch zwei Mal, zunächst den Arzt Carl Borchardt und schließlich den US-Generalkonsul Sam Woods. Sie starb 1952.